# Falkenstein (Familienname)
Falkenstein ist ein Familienname, der vor allem im deutschsprachigen Raum vorkommt.

## Namensträger
- Adam Falkenstein (1906–1966), deutscher Assyriologe
- Adolf Falkenstein, österreichischer Maler und Vergolder
- Adalbert von Falkenstein (1671–1739), deutscher Geistlicher, Bischof von Csanád
- Annina von Falkenstein (* 1996), Schweizer Politikerin
- Claire Falkenstein (1908–1997), US-amerikanische Bildhauerin, Malerin, Grafikerin, Schmuckkünstlerin und Lehrerin
- David Falkenstein (* 1997), deutscher Basketballspieler
- Edmund von Falkenstein (1850–1924), deutscher Generalleutnant
- Eduard Vogel von Falckenstein (1797–1885), deutscher General der Infanterie
- Erich von Falkenstein (1977–1945), deutscher Generalmajor
- Frank Falkenstein (* 1964), deutscher Prähistoriker
- Franz von Falkenstein (General) (1808–1878), württembergischer Generalmajor
- Franz von Falkenstein (Politiker, 1812) (1812–1872), deutscher Politiker, MdL Baden
- Franz von Falkenstein (Verwaltungsbeamter) (1852–1911), deutscher Verwaltungsbeamter
- Franz Anton von Falkenstein (1777–1852), deutscher Politiker, MdL Baden
- Franz Leopold von Falkenstein (1660–1717), österreichischer General der Kavallerie
- Fritz Falkenstein (1900–1986), deutscher Drehbuchautor
- Gertrude Falkenstein (1803–1882), Gräfin von Schaumburg, Fürstin von Hanau, siehe Gertrude von Hanau
- Hans von Falkenstein (1893–1980), deutscher General der Infanterie
- Janna Falkenstein (* 1981), deutsche Journalistin und Moderatorin
- Johann von Falkenstein, Ordensgeistlicher, Abt von Sankt Georgen im Schwarzwald
- Johann Paul von Falkenstein (1801–1882), deutscher Jurist, Verwaltungsbeamter und Politiker
- Johann Falkenstein (Märtyrer) (1886–nach 1934), deutsch-russischer Geistlicher und Märtyrer
- Jonas Falkenstein (* 2000), deutscher Basketballspieler
- Joseph Graf Falkenstein (1741–1790), siehe Joseph II. #Graf von Falkenstein
- Julius Falkenstein (Afrikaforscher) (1842–1917), deutscher Arzt und Afrikaforscher
- Julius Falkenstein (Schauspieler) (1879–1933), deutscher Schauspieler
- Julius von Falkenstein (General, 1853) (1853–1921), württembergischer Generalleutnant
- Julius von Falkenstein (General, 1861) (1861–1922), sächsischer Generalmajor
- Karl Falkenstein (1801–1855), Schweizer Historiker und Schriftsteller
- Konstantin Karl Falkenstein (1801–1855), Schweizer Historiker und Schriftsteller
- Kuno I. von Falkenstein (eigentlich Konrad von Falkenstein; † 1066), Erzbischof von Trier
- Kuno von Falkenstein (Höllental) († 1343), deutscher Adliger, Lehensträger aus dem Höllental
- Kuno II. von Falkenstein (eigentlich Konrad von Falkenstein; um 1320–1388), Erzbischof und Kurfürst von Trier
- Kuno von Falkenstein (General) (1840–1899), deutscher General der Infanterie
- Kuno II. von Falkenstein-Münzenberg († 1333), deutscher Adliger
- Ludwig Falkenstein (1933–2015), deutscher Historiker
- Luitgard von Falkenstein (um 1357–1391), deutsche Adlige, siehe Luitgard (Falkenstein)
- Markus Falkenstein (* 1965), deutscher Fußballspieler
- Maximilian Vogel von Falckenstein (1839–1917), deutscher General der Infanterie und Politiker
- Patricia von Falkenstein (* 1961), Schweizer Politikerin
- Philipp I. (Falkenstein) (auch Philipp IV. von Bolanden; um 1200–1271), deutscher Adliger
- Philipp II. (Falkenstein) († 1293), deutscher Adliger, Gründer der Butzbacher Linie des Hauses Falkenstein
- Philipp III. (Falkenstein) (um 1257–1322), deutscher Adliger
- Philipp IV. (Falkenstein) (um 1282/1287–nach 1328), deutscher Adliger
- Philipp VI. (Falkenstein) (um 1320–1373), deutscher Adliger, Herr auf Königstein
- Philipp VIII. (Falkenstein) (nach 1353–1407), deutscher Adliger
- Rudolf von Falkenstein (1811–1888), deutscher Generalleutnant
- Sigismund von Falkenstein (1903–1972), deutscher Brigadegeneral der Luftwaffe
- Sigrid Falkenstein (* 1946), deutsche Autorin
- Stephanie Falkenstein (* 1964), deutsche Archäologin und Museumsleiterin
- Waldeen Falkenstein (Waldeen Falkenstein Brooke de Zats; 1913–1993), US-amerikanische Tänzerin und Choreografin
- Walther Falkenstein (1862–nach 1902), deutscher Opernsänger (Tenor) und Schauspieler
- Werner von Falkenstein (um 1355–1418), Erzbischof von Trier
- Zawisch von Falkenstein (um 1250–1290), böhmischer Adliger